# Ultraaricia anteros
Ultraaricia anteros is een vlinder uit de familie van de Lycaenidae. De wetenschappelijke naam van de soort is voor het eerst geldig gepubliceerd in 1839 door  Freyer.